# Шаланський Анатолій Миколайович
Шаланський Анатолій Миколайович, член КПУ; колишній народний депутат України. Н. 14.01.1953 (місто Монастириська, Тернопільська область); українець; одружений; має двох дітей.
Освіта: Українська сільськогосподарська академія (1975), інженер-механік.
Народний депутат України 2-го скликання з 04.1994 (2-й тур) до 04.1998, Знам'янський виб. окр. № 226, Кіровогр. обл., висун. тр. кол. Член Комітету з питань фінансів і банківської діяльності. Член депутатської фракції СПУ і СелПУ.
- З 1975 — інженер з трудомістких процесів у тваринництві радгоспу імені 9 січня 1905 року, село Озерне Білоцерківського району Київської області.
- 1976—1978 — викладач спеціальних предметів Таращанського радгоспу-технікуму.
- З 1978 — майстер лінійно-експлуатаційної служби лінійно-виробничої дільниці магістрального газопроводу «Союз».
- 1981 — головний інженер колгоспу «Іскра» Олександрійського району.
- 1983 — головний інженер-інспектор Держсільтехнагляду Олександрійського управління сільського господарства.
- З 1986 — голова колгоспу «Іскра» Олександрійського району.

## Джерело
- Довідка [Архівовано 27 жовтня 2014 у Wayback Machine.]